# Terrible (Schiff, 1780)
Die Terrible war ein 110-Kanonen-Linienschiff (Dreidecker) und Typschiff der gleichnamigen Klasse der französischen Marine, das von 1780 bis 1801 in Dienst stand.

## Geschichte
Die spätere Terrible wurde im Oktober 1778 bestellt und im Juli 1779 im Marinearsenal von Toulon auf Kiel gelegt. Der Stapellauf erfolgte am 27. Januar 1780 und die Indienststellung am 28. Mai 1780. Zu diesem Zeitpunkt hatte sie 94 Kanonen der Kaliber 12, 24 und 36 Pfund. 1781 wurden 16 weitere Acht-Pfünder aufgestellt, damit hatte die Terrible ihre nominelle Bestückung von 110 Kanonen. Ihre Breitseite wuchs von ca. 546 kg auf ca. 578 kg. Die im Mitteldeck ursprünglich aufgestellten 24-Pfund-Kanonen wurden dabei durch Karronaden ersetzt.  Auf dem oberen Kanonendeck wurden die 12-Pfund-Kanonen durch 12-Pfund-Haubitzen ersetzt. Die sechzehn Acht-Pfünder wurden auf Achter- und Vorderdecks zur Heckverteidigung bzw. als Jagdbewaffnung aufgestellt.
1783 versammelte sich in Cadiz eine französisch-spanische Flotte unter Admiral Estaing. Der Frieden von Paris beendete den Kriegszustand ab dem 3. September 1783. Die Terrible verlegte nach ihrem neuen Heimathafen Brest.
Nach einer neuerlichen Aufrüstung im Winter 1793/1794 hatte sie weiterhin 110 Kanonen unterschiedlicher Art und Geschossgewichte mit einem Breitseitengewicht von nunmehr 605 kg. Die im Mitteldeck aufgestellten Karronaden wurden wieder gegen die ursprünglichen 24-Pfund-Kanonen getauscht, Am Achterdeck wurden 4×36-Pfund-Haubitzen aufgestellt und dort die Anzahl der 8-Pfund-Kanonen von 8 auf 4 verkleinert. Ab 1794 wurde sie von Kapitän Pierre Jacque Longer kommandiert.
Am 1. Juni 1794 kämpfte sie in der Seeschlacht am 13. Prairial. Sie war Flaggschiff des Konteradmirals Francois Joseph Bouvet. Im Zweikampf mit der HMS Royal Sovereign wurde sie entmastet. 1795 war sie wiederhergestellt und nahm an den Wintermanövern vor Brest teil. Bis auf ihren Liegeplatz in Brest ist danach bis 1798 keine Aktivität feststellbar.
Im Frühjahr 1799 wurde sie Teil der Flotte von Admiral Étienne Eustache Bruix und lief mit dieser am 25. April 1799 von Brest aus. Am 4. Mai vor Cadiz angekommen ging die Fahrt über Toulon (13. Mai) nach Vado Ligure (30. Mai). Bei der Belagerung von Genua gelang es dem Flottenverband von Bruix am 6. März, in den Hafen einzulaufen und Entsatz zu bringen. Die Heimreise wurde am 6. März angetreten, Toulon am 9. Juni passiert und Teile der spanischen Flotte am 22. Juni in Cartagena eingesammelt. Nach einem zweiwöchigen Aufenthalt in Cadiz verlegte die vereinigte Spanische und Französische Flotte nach Brest, wo die Terrible am 13. August eintraf.
Als Folge des Friedens von Amiens wurde die Terrible außer Dienst gestellt. Im November 1801 wurden ihre Kanonen entfernt. Im Mai 1804 wurde sie zur Hulk abgerüstet und im Oktober desselben Jahres abgewrackt.

## Bewaffnung
Die Bewaffnung wurde im Laufe der Zeit verändert:
- 1780: 94 Breitseite = ca. 546 kg
- 1781: 110 Breitseite = ca. 577 kg
- 1793: 110 Breitseite = ca. 605 kg

Im Vergleich dazu hatte die Commerce de Marseille von 1788 ca. 670 kg Breitseite, , die britische Victory 1805 eine Breitseite von ca. 520 kg. Die Santísima Trinidad, spanisches Flaggschiff bei Trafalgar, hatte 1805 eine Breitseite von 676 kg.